# Gneo Cornelio Scipione Asina
Gneo Cornelio Scipione Asina (310 a.C. circa – 245 a.C.) è stato un politico romano, della gens Cornelia. Gli venne attribuito il cognomen di Asina dall'acquisto di terreno o dal matrimonio di una delle sue figlie, quando dovette portare nel Foro romano un asino carico di oro..

## Biografia
Figlio di Lucio Cornelio Scipione Barbato, fu eletto console nel 260 a.C. con Gaio Duilio durante la prima guerra punica. A Gaio Duilio venne affidato il comando delle truppe di terra, mentre a lui venne affidato il comando della flotta, recentemente costituita. In un tentativo di conquista delle isole Lipari, venne sconfitto e catturato con diciassette navi dai cartaginesi (Battaglia delle Isole Lipari). Secondo lo storico Floro, Scipione sarebbe stato attratto e intrappolato alle Lipari da uno stratagemma progettato dal Cartaginesi.
Gneo Cornelio Scipione, a causa dell'infelice esito della battaglia, potrebbe essere stato soprannominato Asina. Si riteneva, infatti, che le femmine dell'asino soffrissero di aquarum tedium (paura dell'acqua). Liberato probabilmente quando Marco Atilio Regolo sbarcò in Africa, la sua carriera politica e militare non risentì molto della sconfitta subita; fu, infatti, eletto console per la seconda volta nel 254 a.C. con Aulo Atilio Calatino. Insieme i due consoli comandarono l'esercito in Sicilia e conquistarono Palermo. Per questa impresa gli fu concesso l'onore del trionfo.
Il fatto poi che nella sua vita abbia alternato successi e battute d'arresto, raggiungendo prima il consolato, per poi aver subito una lunga prigionia e di nuovo essere eletto console, fino al trionfo, venne citato da Valerio Massimo nei suoi aneddoti sulla fortuna che spesso cambia la vita.